# 凱蒂·科克斯
凱蒂·科克斯（英語：Katie Kox，1985年12月17日—）是一名英國女色情演員，本名阿曼達·薩維尼（英語：Amanda Savini）。出生於夏威夷州。三圍是36E-31-38（E罩杯）。
2009年，科克斯在拉斯維加斯生活時，曾在一間銀行上班，且還當過服務生；也因這份服務業，她遇到了她未來的丈夫Rick Barcode，她丈夫擁有一間酒吧。後來，兩人合力創辦了色情網站KatieKox.com。因KatieKox.com而使科克斯成名，她後來與位於洛杉磯外的模特兒公司101 Modeling簽約，並開始陸續和多間成人電影公司合作。

## 圖集

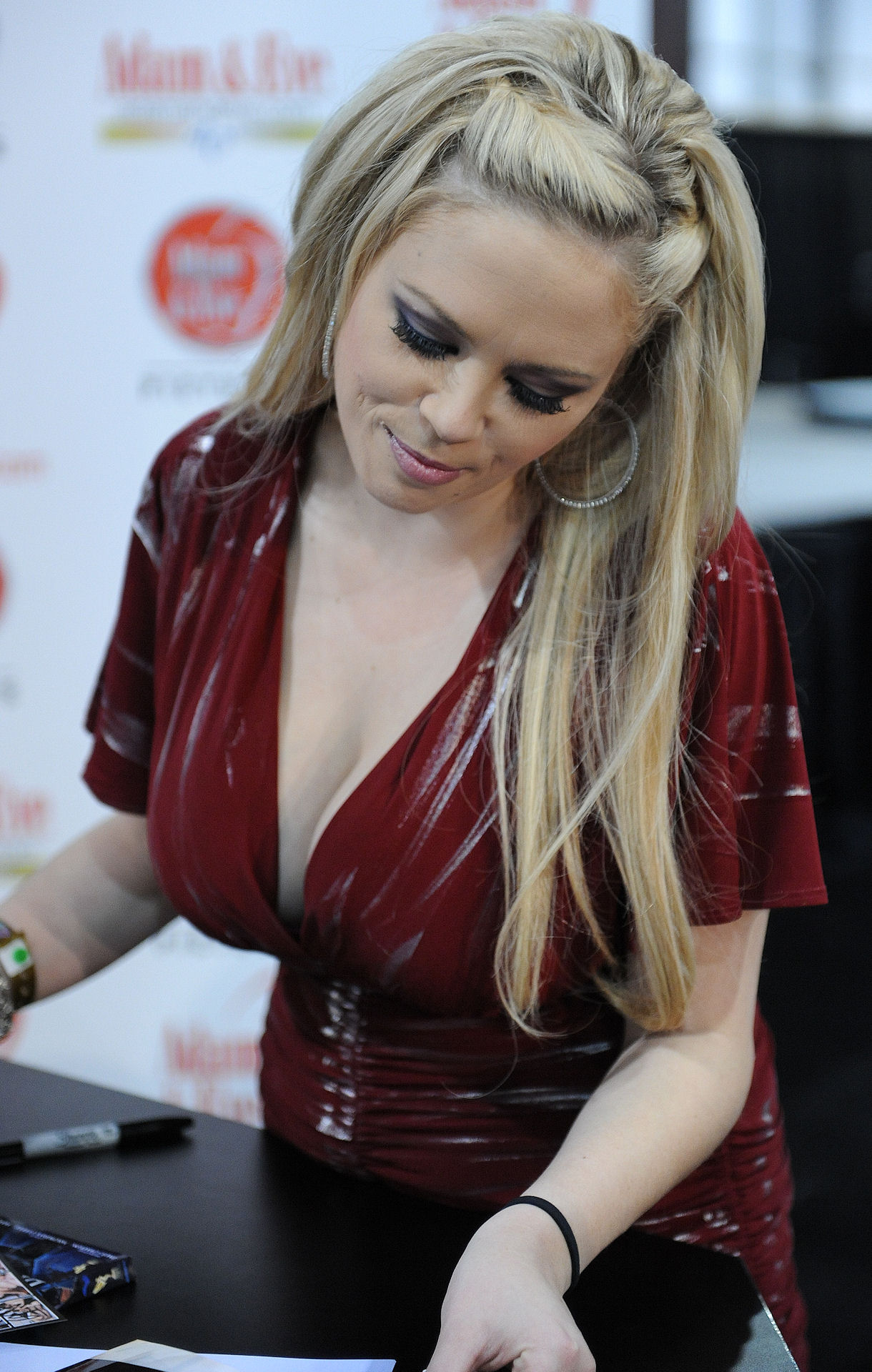
2011年，科克斯於AVN成人娛樂博覽會

## 外部連結
- 官方網站（页面存档备份，存于）
- 凱蒂·科克斯在互联网电影资料库（IMDb）上的資料（英文）
- 凱蒂·科克斯的X（前Twitter）
- 凱蒂·科克斯的Instagram帳戶